# Marcell Rév
Marcell Rév (* 30. Dezember 1984 in Budapest) ist ein ungarischer Kameramann. Seit Mitte der 2000er-Jahre hat er an über 30 Film- und Fernsehproduktionen sowie Musikvideos mitgewirkt. Internationale Bekanntheit erlangte er durch seine wiederholte Zusammenarbeit mit den Filmregisseuren Kornél Mundruczó und Sam Levinson.

## Leben
Marcell Rév wuchs in seiner Geburtsstadt Budapest auf. Von 2003 bis 2006 studierte er das Fach Filmgeschichte an der dortigen Eötvös-Loránd-Universität (ELTE). Daran schloss sich von 2006 bis 2011 eine Ausbildung zum Kameramann an der Universität für Film- und Theaterkunst in Budapest an. Rév studierte dort mit sieben weiteren Kommilitonen, experimentierte mit der Kamera und fasste die Hochschule rückwirkend als „großartigen Spielplatz“ auf. In diese Zeit fiel auch ein Studienaufenthalt im Rahmen des Erasmus-Programms an der privaten Universität Lusófona in Lissabon (2009).
Im Jahr 2011 nahm Rév im Rahmen der 61. Berlinale an der Initiative Berlinale Talent Campus teil. Im selben Jahr absolvierte er in Budapest eine Meisterklasse bei Vilmos Zsigmond. Dem renommierten ungarischen Kameramann sollte er auch bei den Dreharbeiten zu Endre Hules’ Spielfilm The Maiden Danced to Death (2011) assistieren.
Rév ist Mitbegründer und gemeinsam mit den Regisseuren Réka Bucsi, Luca Tóth, Bálint Szimler und dem Filmproduzenten Gábor Osváth Betreiber der Budapester Filmproduktionsfirma Boddah. Auch ist er Mitglied der Hungarian Society of Cinematographers (HSC), der Europäischen Filmakademie (EFA) und der International Cinematographers Guild (Local 600). Im Juli 2021 wurde er auch in die Academy of Motion Picture Arts and Sciences (AMPAS) berufen, die jährlich die Oscars vergibt.

## Karriere

### Anfänge und Zusammenarbeit mit Kornél Mundruczó
Bereits während seiner Ausbildung begann Rév ab Mitte der 2000er-Jahre in Budapest als Kameraassistent und Kameramann an ungarischen Kurzfilmen mitzuarbeiten. Erste Anerkennung in seinem Heimatland als Chefkameramann erhielt er 2007 beim Kodak Student Filmfestival für seine Bilder zu Zsófi Taris und Judit Kájels Kurzfilm Pást. Wiederholt arbeitete er mit den Regisseuren Gábor Reisz (Öltözö, 2008; Judith Keith, 2010; Külalak, 2011) und Bálint Szimler (Egymás mellett, 2008; Itt vagyok, 2010; Kodály Method, 2011–2012) zusammen. Für Külalak und das Musikvideo Eklektric: Strange Night des Jazzmusikers Lőrinc Barabás wurde er 2011 und 2012 jeweils mit Preisen der Hungarian Society of Cinematographers ausgezeichnet.
Im Jahr 2014 folgte Révs erster Spielfilm als Chefkameramann. Ádám Császis Regiedebüt Sturmland (2014) über einen talentierten Nachwuchsfußballspieler (dargestellt von András Sütö), der mit seiner Homosexualität hadert, wurde im Rahmen der 64. Berlinale sowie auf weiteren internationalen Filmfestivals gezeigt und preisgekrönt. Ebenso Kritikerlob erhielt Rév für seine „ruhigen, eindringlichen“ Bildkompositionen und „wohlüberlegten Blickwinkel“. Im selben Jahr folgte die Zusammenarbeit mit Kornél Mundruczó an Underdog (2014), nachdem er vier Jahre zuvor an dessen Film Tender Son – Das Frankenstein Projekt (2010) noch Chefkameramann Mátyás Erdély hatte assistieren müssen. Mundruczós märchenhafte Dystopie, bei der Rév die Kamera auf Augenhöhe der im Film auftauchenden Hunde positionierte, erhielt den Hauptpreis der Nebensektion Un Certain Regard des 67. Filmfestivals von Cannes. Underdog gewann eine Reihe weiterer internationaler Film- und Festivalpreise und wurde als offizieller ungarischer Beitrag für die Oscarverleihung 2015 in der Kategorie Bester fremdsprachiger Film eingereicht. Rév gewann den Preis der ungarischen Filmkritik als bester Kameramann des Jahres.
Nach den Spielfilmerfolgen realisierte Rév gemeinsam mit seinem früheren Schulfreund Bálint Szimler Balaton Method (2015). Der Dokumentarfilm über ungarische Musiker, die am Balaton ihrer Arbeit nachgehen, war aus der 11 Folgen umfassenden Filmreihe Kodály Method (2011–2012) der beiden hervorgegangen. Rév und Szimler gründeten für Balaton Method eigens die Filmproduktionsfirma Boddah. An frühere Erfolge anknüpfen konnte Rév durch die erneute Zusammenarbeit mit Kornél Mundruczó an Jupiter’s Moon (2017). Das Drama um einen syrischen Flüchtling mit übersinnlichen Fähigkeiten während der europäischen Flüchtlingskrise wartete mit fantastischen und religiösen Motiven sowie vielen Anleihen beim Genrefilm auf. Jupiter’s Moon wurde in den Wettbewerb um die Goldene Palme des Filmfestivals von Cannes eingeladen und gewann weitere internationale Festivalpreise. Erneut wurde Révs Bildsprache gelobt und als bannend und unberechenbar beschrieben.

### Arbeit in den USA mit Sam Levinson
Durch den Erfolg von Underdog wurde Sam Levinson auf Rév aufmerksam. Der US-amerikanische Regisseur und Drehbuchautor verpflichtete ihn als Chefkameramann für den Actionfilm Assassination Nation (2018). Im selben Jahr ergab sich eine Zusammenarbeit mit dessen Vater Barry Levinson in New York an dem US-amerikanischen Fernsehfilm Paterno (2018) mit Al Pacino in der Titelrolle. Diese Zusammenarbeit beschrieb Rév im Nachhinein als einen Traum, der für ihn in Erfüllung gegangen sei. Eine erneute Zusammenarbeit mit Sam Levinson folgte ab 2019 an der HBO-Fernsehserie Euphoria mit der Schauspielerin Zendaya in der Hauptrolle. Rév drehte u. a. die ersten vier Folgen der ersten Staffel und schuf gemeinsam mit Levinson einen „emotionalen Realismus“ für die Bildkomposition. Neben den Grundfarben arbeitete er viel mit einem orange-blauen Farbkontrast, sowohl an Tag- als auch Nachtszenen und setzte auf kraftvolle Kamerafahrten. Herausgehoben wurde die zehnminütige Anfangssequenz in der vierten Folge der ersten Staffel, Wendepunkt?, die Rév innerhalb von sieben Tagen abdrehte. Dabei standen ihm u. a. ein Dolly und ein Kamerakran zur Verfügung.
Mit Beginn der COVID-19-Pandemie im Frühjahr 2020 konnte Levinson nicht die Dreharbeiten zur zweiten Staffel von Euphoria beginnen. Stattdessen inszenierte er mit Rév zwei Spezialfolgen (Kein Kummer währt ewig, 2020; So wunderschön wie das Meer, 2021), in denen dem Kameramann weniger Werkzeuge zur Verfügung standen, die dafür aber eine große visuelle Veränderung mit sich brachten. Die Einschränkungen eröffneten Rév „eine gewisse Freiheit“, um stilistisch mehr „in die Tiefe“ gehen zu können. Dazwischen drehte Levinson den Spielfilm Malcolm & Marie (2021), aufgrund der Pandemie mit reduziertem Filmteam und zweiwöchiger Quarantäne im Vorfeld. Das Beziehungsdrama, erneut mit Zendaya sowie John David Washington als einzigen Darstellern besetzt, spielt in einer Nacht und an einem Drehort. Zwar wurde der Film von der Fachkritik gespalten aufgenommen, fand aber großes Lob aufgrund seiner kunstvollen Schwarzweiß-Fotografie. Als Referenzen dienten Levinson und Rév die Filme Die Nacht (1961), Der Diener (1963) und Bunny Lake ist verschwunden (1965). Der Kameramann griff auf selten verwendetes, stark kontrastreiches Schwarzweiß-Filmmaterial von Kodak („Double-X“) aus den 1970er-Jahren zurück, um eine Atmosphäre alter Hollywood-Filme aus den 1950er- und 1960er-Jahren zu kreieren. Rév wurde in Branchenkreisen als Kandidat auf eine Oscar-Nominierung in der Kategorie Beste Kamera gehandelt, fand aber keine Berücksichtigung. Dennoch gewann er für Malcolm & Marie einen Black Reel Award und wurde in die Academy of Motion Picture Arts and Sciences (AMPAS) berufen, die jährlich die Oscars vergibt. Im selben Jahr entstand das gemeinsam mit der ungarischen Regisseurin Ildikó Enyedi gedrehte Historiendrama Die Geschichte meiner Frau (2021), das eine Einladung in den Wettbewerb der 74. Filmfestivals von Cannes erhielt.

## Filmografie (Auswahl)

### Film und Fernsehen
- 2005: Zsebik (Kurzfilm)
- 2006: Merülés (Kurzfilm)
- 2007: Decameron 2007
- 2007: 8 (Episodenfilm, Episode 3)
- 2008: Öltözö (Kurzfilm)
- 2009: Berend (Kurzfilm)
- 2010: Itt vagyok (Kurzfilm)
- 2010: Ketten egy fészekben (Dokumentarfilm)
- 2010: Judith Keith (Kurzfilm)
- 2010: Demon Hands (Dokumentarfilm)
- 2011: Külalak (Kurzfilm)
- 2011: Varázslatos gladiátorok (Dokumentarfilm)
- 2011: Allah minden napján szaladnak a lovak (Dokumentarfilm)
- 2011: Bence: Találkozás egy Down-szindrómás fiatalemberrel (Dokumentar-Kurzfilm)
- 2011–2012: Kodály Method (Fernsehserie, 11 Folgen)
- 2013: Nekem Budapest (Episodenfilm, Episoden 6 und 8)
- 2013: Overdose: Vágta egy álomért (Dokumentarfilm)
- 2013: Álmatlanság (Kurzfilm)
- 2013: Mire megszületsz (Kurzfilm)
- 2014: Sturmland (Viharsarok)
- 2014: Underdog
- 2015: Balaton Method (Dokumentarfilm)
- 2015: The Painting (Vogue Italia, Kurzfilm)
- 2016: Most of the Souls That Live Here
- 2017: Jupiter’s Moon
- 2018: Assassination Nation
- 2018: Paterno (Fernsehfilm)
- 2018: Edgewood (Kurzfilm)
- 2019–2021: Euphoria (Fernsehserie, 6 Folgen)
- 2021: Malcolm & Marie
- 2021: Die Geschichte meiner Frau (The Story of My Wife)
- 2023: Fingernails

### Musikvideos
- 2011: Odett – Van az a pillanat
- 2011: Zséda –  Tiszta Szív
- 2019: Kali Uchis – Solita
- 2019: Labrinth –  Something’s Got to Give
- 2021: Dua Lipa –  We’re Good

## Auszeichnungen (Auswahl)
- 2017: Golden Camera 300 auf dem Manaki Brothers Film Festival für Jupiter’s Moon (Beste Kamera)
- 2018: Preis auf der Ungarischen Filmwoche für Jupiter’s Moon (Beste Kamera)
- 2019: Camerimage für Euphoria (Bester Fernsehpilotfilm)
- 2021: Black Reel Award für Malcolm & Marie (Beste Kamera)